# Королівка (Івано-Франківський район)
Королі́вка — село Тлумацької міської громади Івано-Франківському районі Івано-Франківської області.
Відповідно до Розпорядження Кабінету Міністрів України від 12 червня 2020 року № 714-р «Про визначення адміністративних центрів та затвердження територій територіальних громад Івано-Франківської області» увійшло до складу Тлумацької міської громади.

## Історія
На території села знаходиться давньоруське поселення 
Про церкву є згадки ще з другої половини XVI ст.
Церква під посвятою Св. арх. Михайлу вперше згадана в другій половині XVII ст. Нова дерев'яна церква постала в Королівці на початку XVIII ст. У 1803 році вона згоріла.
У 1804  громада спромоглася виставити нову церкву, також дерев'яну. 
У 1916 році під час боїв Першої світової війни церкву знищила. Для богослужінь громада збудувала тимчасову каплицю.
У 1926 році постала нова дерев'яна церква.
У 1934-1939 рр. село входило до об’єднаної сільської ґміни Тарновиця Пільна Тлумацького повіту.
У 1939 році в селі проживало 1 670 мешканців, з них 1 630 українців-грекокатоликів, 20 українців-римокатоликів, 10 поляків і 10 євреїв

## Сучасність
В селі також діє футбольна команда, а також цегельня. А ще в селі є невеличкий сад,в якому жителі запасаються фруктами.Ще тут є дерев`яна церква.
Про церкву в цьому селі є згадки ще з другої половини XVI ст. Церква під посвятою Св. арх. Михайлу вперше згадана в другій половині XVII ст. Нова дерев'яна церква постала в Королівці на початку XVIII ст. Вже у 1803 році вона згоріла. Наступного року громада спромоглася виставити нову церкву, також дерев'яну. Цю церкву знищили у 1916 році під час боїв Першої світової війни. Для богослужінь громада збудувала тимчасову каплицю.
У 1926 році постала нова дерев'яна церква. Подібна до також дерев'яної церкви з села Ісаків, адже королівську церкву також проєктував архітект Олександр Лушпинський. Церква була парафіяльною. На сьогодні наймолодша за віком серед збережених дерев'яних у районі, збудованих до 1989 року. Пам'ятка архітектури місцевого значення, у користуванні громади УГКЦ.
Розташовується в центрі Королівки, при дорозі та біля забудови. Навколо церкви росте чимало ялинок. Хрещата в плані, п'ятиверха, вівтар якої орієнтований майже на північ. При вівтарі з обидвох сторін прибудовані ризниці. Додаткові входи до церкви розташовані в бічних раменах. По зовнішньому ремонті стіни під опасанням ошалювали горизонтально фальшбрусом, частину вікон замінили пластиковими. Над опасанням стіни оббиті бляхою з художнім карбуванням ще з початку 1990-х років (?). Біля входу на прицерковну територію стоїть дерев'яна двоярусна дзвіниця, стіни якої суцільно оббиті фальшбрусом.